# Vojtěch Patzel
Vojtěch Patzel (* 23. September 1998 in Prag) ist ein tschechischer Handballspieler.

## Karriere

### Im Verein
Vojtěch Patzel spielte in Tschechien für Dukla Prag und HCB Karviná. 2022 wechselte er zum deutschen Zweitligisten VfL Lübeck-Schwartau und unterschrieb einen Zweijahresvertrag. Im Sommer 2024 kehrte er zum HCB Karviná zurück.

### In Auswahlmannschaften
Patzel steht im Kader der tschechischen Nationalmannschaft. Er nahm an der Europameisterschaft 2020 und 2022 teil. Er stand im Kader für die Europameisterschaft 2024 und belegte mit Tschechien den 15. Platz.

## Privat
Seine Lebensgefährtin ist die Tschechin Madga Kašpárková, welche ebenfalls Handball spielt. Sein jüngerer Bruder Jonáš Patzel spielt auch Handball.